# 1901 في فرنسا
فيما يلي قوائم الأحداث التي وقعت خلال عام 1901 في فرنسا.

## رياضة
- 7 أبريل – سباق باريس روبيه 1901 الفائزون Lucien Itsweire  [لغات أخرى]‏، Lucien Lesna [الإنجليزية]‏، Ambroise Garin [الإنجليزية]‏.

## كتب
من الكتب التي صدرت هذه السنة في فرنسا:
- 1 يناير – القرية اللطيفة من تأليف جول فيرن.
- 1 يناير – قصص جان ماري كابيدولين من تأليف جول فيرن.

## مواليد

### يناير
- 1 يناير – دنيز ماسون
- 27 يناير – جان سوفاجيه

### فبراير
- 15 فبراير – أندريه بارو
- 25 فبراير – بول فريتش ملاكم فرنسي.

### أبريل
- 13 أبريل – جاك لاكان محلل نفسي فرنسي.

### مايو
- 26 مايو – كورت إيلنفيلد ناشر ألماني.

### يونيو
- 16 يونيو – هنري لوفيفر فيلسوف فرنسي.

### يوليو
- 1 يوليو – جاك بونوا ميشان
- 29 يوليو – بيير دوفور سياسي فرنسي.

### أغسطس
- 17 أغسطس – فرانسيس بيرين فيزيائي فرنسي.

### أكتوبر
- 2 أكتوبر – أليس برين رسامة فرنسية.

### نوفمبر
- 3 نوفمبر – أندريه مالرو

### ديسمبر
- 9 ديسمبر – جون ميرموز طيار فرنسي.
- 14 ديسمبر – هنري كوشيه لاعب كرة مضرب فرنسي.

## وفيات

### يناير
- 14 يناير – تشارلز هيرمت (مواليد 1822) رياضياتي فرنسي.

### أبريل
- 3 أبريل – إدوارد ري (مواليد 1836) سياسي فرنسي.

### يونيو
- 26 يونيو – ليون روش (مواليد 1809) دبلوماسي فرنسي.

### سبتمبر
- 9 سبتمبر – أنري تولوز لوترك (مواليد 1864) رسام فرنسي.